# 上野雄文
上野 雄文（うえの ゆうぶん、1927年11月1日 - 1997年8月7日）は、日本の政治家、参議院議員（3期、日本社会党）。

## 来歴
栃木県宇都宮市出身。専修大学卒。栃木県庁に入り、県職員労働組合の役員を務める。1967年から栃木県議会議員を4期務め、1983年2月、戸叶武（日本社会党）の死去に伴う参議院栃木県選挙区補欠選挙で日本社会党公認で立候補して当選。同年6月の第13回参議院議員通常選挙で再選。参院逓信委員長、環境特別委員長を歴任し、議員を3期務め、1995年の第17回参議院議員通常選挙に立候補せず引退した。
1997年8月7日、胃がんのため、宇都宮市の国立栃木病院で死去した。69歳没。同年9月2日、特旨を以て位記を追賜され、死没日付をもって正四位勲二等に叙され、旭日重光章を追贈された。